# Days Are Forgotten
Days Are Forgotten је деби сингл британског рок бенда Kasabian са албума Velociraptor!. Песма је прво објављена у Белгији 12. августа, касније у Уједињеном Краљевству 9. септембра.